# Budy Wielgoleskie
Budy Wielgoleskie – wieś sołecka w Polsce położona w województwie mazowieckim, w powiecie mińskim, w gminie Latowicz.
W latach 1526–1795 wieś należała do starostwa latowickiego. W latach 1795–1809 – pod zaborem austriackim. Od 1809 r. w Księstwie Warszawskim, guberni warszawskiej, powiecie siennickim, a od 1866 r. w powiecie mińskim (od 1868 nazwa powiatu nowomiński). W latach 1870–1954 należała do gminy Wielgolas, w latach 1955-1972 – do Gromadzkiej Rady Narodowej w Wielgolesie, od 1973 r. należy do gminy Latowicz.
W latach 1919–1939 wieś była w granicach województwa warszawskiego, 1939-1945 w Generalnym Gubernatorstwie, 1946-1975 w województwie warszawskim, od 1975 do 1998 r. – w granicach województwa siedleckiego. Od 1999 r. znajduje się w województwie mazowieckim.
Wierni Kościoła rzymskokatolickiego należą do parafii Matki Bożej Różańcowej w Wielgolesie.

## Historia
Najstarsze ślady osadnictwa to okrzeski krzemienne z epoki neolitu, odnajdywane przy drodze do Starogrodu, prawdopodobnie pozostałość pracowni krzemiennej. Wieś wzmiankowana po raz pierwszy w dokumentach parafii Latowicz w 1864 r. Pierwsi mieszkańcy zajmowali się wytopem smoły drzewnej, wyrobem popiołu i potażu, dlatego nazywano ich „smolarze”, „popielarze”, W 1880 r. wieś liczyła 56 domów i około 340 mieszkańców. W 1930 r. mieszkańcy zaangażowali się w budowę Kaplicy Zjawienia w Wielgolesie. W XX-leciu międzywojennym istniała tu 4-klasowa szkoła podstawowa. W 1963 r. powstało Koło Gospodyń Wiejskich. W 1997 r. założono Ochotniczą Straż Pożarną. W 1970 r. wieś liczyła 282 mieszkańców, a w 2000 r. - 344 mieszkańców. Przyrost naturalny w latach 1970-2000 wyniósł (-10%). W 1988 r. we wsi było 81 domów, w 2009 - 103 domy.

## Zabytki
- Murowana kapliczka – słupowa, otynkowana, biała, ulokowana przy skrzyżowaniu dróg, wzniesiona w 1932 r. przez Józefa Wołkowca.
- Kapliczka z czerwonej cegły, usytuowana na wschodnim krańcu wsi, ufundowana w 1972 r. przez Stanisława i Helenę Wojdów.

## Miejsca pamięci
- Przy drodze Siennica – Latowicz znajduje się w Budach Wielgoleskich mogiła łącznika AK z Siennicy, rozstrzelanego przez Niemców dnia 18 VII 1944 r.